# 兰斯-格村赛道
兰斯-格村赛道是一条用于大奖赛的公路赛道，位于法国东北部香槟地区兰斯以西7.5千米的格村，建立于1926年作为马恩大奖赛的第二条赛道。公路的三角形布局组成了在蒂卢瓦、格村和拉加雷讷科隆布之间的三个部分。这条赛道因其两条长直道（每条长约2.2千米）而成为当时最高速的赛道之一。

## 赛道历史
赛事始于1926年，第二届马恩大奖赛将举办地点从贝讷诺鲁瓦赛道移至兰斯-格村。最初的7.816千米长的赛道将起点/终点线设在D27公路上，大约在格村中心以东约1.6公里，它将在赛道使用期间保持不变。在1932年法国大奖赛之前，包括从拉加雷讷到格村以及蒂卢瓦弯道在内的一些路段的宽度逐渐改善，使得新的赛道长度达到7.826千米，之后直到1937年都基本保持不变。
1938年法国大奖赛之前的改变令蒂卢瓦-格村直道大大增宽。据报道，这个过程中砍伐了树木并拆除了一些建筑物来使赛道更高速。
在兰斯-格村的比赛于1947年恢复并举办了第16届兰斯大奖赛，这结束了除1952年的最后一届之外的马恩大奖赛。这条赛道在1948年和1949年举办了两场非锦标赛的比赛，这是一级方程式赛车首次在这条赛道上比赛。此时位于格村/拉加雷讷和蒂卢瓦弯道的临时的大看台已经成了固定设施。在举办了1950年的首届一级方程式锦标赛的第六场比赛后，很明显该赛道需要进一步的大规模翻新以适应快速进步的一级方程式技术。
1952年，该赛道被重新设计，通过新的D26区绕过格村，将赛道从7.826千米缩短至7.152千米，之后将其更名为“兰斯赛道”或通常简称为“兰斯”。在为1953年的比赛——首届兰斯12小时系列赛的准备中对赛道进行了进一步改进，新的长度为8.372公里。最后一次重大修改是在1954赛季之前，重新调整了米宗弯和蒂卢瓦弯来使半径更大更高速，这确定了更短并且是最终版本的赛道长度，8.302千米。
兰斯最后一次举办一级方程式是在1966年，最后一次举办跑车比赛是在1969年，而摩托车比赛则又延续了3年。1972年，兰斯-格村由于财政困难被永久关停。1997年曾准备在这里举办一场历史赛但最终由于技术原因在举办日期的几个月前被取消。2002年，推土机拆除了赛道的部分路段。时至今日仍可以在维修区通道附近、D26/D27四周以及奥维特弯的D26延伸区看到老赛道的部分区域。

### 不同版本的布局
|  |  |  |  |